# Lobulia vogelkopensis
Lobulia vogelkopensis — вид сцинкоподібних ящірок родини сцинкових (Scincidae). Ендемік Індонезії. Описаний у 2021 році.

## Поширення і екологія
Lobulia vogelkopensis відомі з типової місцевості, розташованої в горах Арфак на півночі півострова Чендравасіх на заході Нової Гвінеї, на висоті 1890 м над рівнем моря.